# Матизен, Виктор Эдуардович
Ви́ктор Эдуа́рдович Ма́тизен (род. 19 февраля 1949, Ленинград, СССР) — советский и российский кинокритик, президент Гильдии киноведов и кинокритиков России (2003—2011), председатель Экспертного совета кинопремии «Белый слон», куратор сайта Гильдии kinopressa.ru.

## Биография
Отец — Эдуард Викторович Матизен (1926—2016), доктор физико-математических наук, заведующий лабораторией физики низких температур Института неорганической химии Сибирского отделения АН СССР (1980—1989). Мать — Елена Давидовна Шапиро (1925—1993), учительница немецкого языка. Дочери Софья и Алиса.
В 1970 году окончил Механико-математический факультет Новосибирского государственного университета по специальности «Теория вероятностей», дипломная работа «О монотонности одного статистического критерия».
В 1970—1981 годах преподавал математику в  средней школе № 130 с преподаванием ряда предметов на английском языке новосибирского Академгородка. Воспоминания об этом периоде легли в основу книги рассказов «Жизнь шкрабов» (2006).
В 1982—1986 годах учился на заочном отделении киноведческого факультета ВГИКа, работал сплавщиком леса, сборщиком папоротника, штукатуром-маляром и фасадчиком. В 1986 году окончил сценарно-киноведческий факультет ВГИК, специальность «киноведение» (дипломная работа «Теория экранизации»).

### Математическая деятельность
Разработал теорию перекатывания многогранников по плоскости (1979), введя понятие «сеть перекатывания многогранника» и доказав, что она обладает группой симметрий. Построил элементарную теорию жесткости стержне-веревочных конструкций (1984).. С 1981 года работал как частный преподаватель математики.

### Общественная деятельность
В 1991 году принят в Союз кинематографистов. В марте 2009 года на собрании кинематографистов исключен из него за критику руководства союза, возглавляемого Никитой Михалковым, оказавшись единственным исключённым из этой организации в постсоветское время. В 2010 году вошёл в состав альтернативного союза кинодеятелей «КиноСоюз».
В марте 2014 года подписал письмо КиноСоюза «Мы с вами!» в поддержку Украины.
В феврале 2022 года подписал открытое письмо КиноСоюза против военного вторжения России на Украину.
Лауреат премии «Золотой Овен», премии Госфильмофонда РФ и премий Гильдии киноведов и кинокритиков.

## Публикации
Печатался в «Советском экране», «Киноглазе», «Обозревателе», «Огоньке», «Общей газете», «Искусстве кино» и других изданиях. С 1998 — кинообозреватель «Новых Известий». Составитель и редактор книги «Никита» (1995), в которую вошли дневники и записные книжки Никиты Михалкова, а также обширная беседа составителя с режиссёром.
Автор работ «Паратеория советского кино», «Стёб как феномен культуры» , «Безумие в Гнездниковском» (история создания и запрета фильма Кальё Кийска «Безумие»), «Жернова» (история создания и запрета фильма Глеба Панфилова «Тема»), многочисленных обзорных статей, рецензий, репортажей и интервью с известными кинематографистами, а также серии афоризмов о критике.
В 2013 году выпустил книгу «Кино и жизнь. Двенадцать дюжин интервью самого скептического критика», в которой собраны его беседы с актёрами и режиссёрами.